# 黒川ゆり
黒川 ゆり（くろかわ ゆり、1962年4月17日 - ）は、日本の元女性モデル、タレントである。1984年（昭和59年）の 『クラリオンガール』（10代目）として知られ、雑誌のグラビアページなどに多く出演したほか、歌手としてシングルレコードも発売した。

## 人物
1962年（昭和37年）、愛知県一宮市に生まれる。1983年（昭和58年）7月末、東京プリンスホテルで行われた 『クラリオンガール』最終選考会において優勝、6,125人の応募者のなかから、1984年の『クラリオンガール』（10代）に選ばれた。この際、この選考の担当をしていたのは芸能事務所・イエローキャブの責任者だった野田義治であり、応募者のひとりであった堀江しのぶを自らスカウトして芸能界デビューさせている。
黒川は受賞後、男性誌のグラビアページやテレビなどに出演したほか、歌手として1984年のクラリオンCMイメージソング 『愛を告げて』を歌った。

## 関連商品
- 写真集 『黒川ゆり写真集』 （英知出版、撮影：ハンク・ロンドナー、1984年5月15日）
- シングルアルバム 『愛を告げて／硝子のヒロイン』 （作詞・作曲 荒井由実、編曲 松任谷正隆、1984年7月）